# Chishū Ryū
Chishū Ryū (笠 智衆, Ryū Chishū, 13 de maio de 1904 – 16 de março de 1993) foi um ator japonês que, em uma carreira de 65 anos, apareceu em mais de 160 filmes e cerca de 70 produções televisivas.

## Início da vida
Ryū nasceu na vila de Tamamizu, condado de Tamana, uma área rural da província de Kumamoto em Kyushu, a ilha mais ao sul e a oeste das quatro principais ilhas do Japão. Seu pai era sacerdote-chefe de Raishōji (来照寺), um templo da Escola Honganji do Budismo Terra Pura. Ryū frequentou a escola primária da vila e uma escola secundária da província antes de entrar no Departamento de Filosofia e Ética Indiana da Universidade Tōyō para estudar mais sobre o Budismo. Seus pais esperavam que ele sucedesse seu pai como sacerdote de Raishōji, mas Ryū se opôs a ideia e em 1925 abandonou a universidade e se matriculou na academia de atuação da Kamata Studios da companhia cinematográfica Shochiku. Pouco tempo depois, seu pai morre e Ryū volta para casa para assumir o papel de sacerdote. Porém, cerca de meio ano depois, ele passou o cargo para seu irmão mais velho e voltou para a Kamata.

## Carreira
Por cerca de dez anos, ele ficou confinado a papéis secundários e de figurante, muitas vezes sem ser creditado. Durante esse tempo, ele apareceu em quatorze filmes dirigidos por Yasujirō Ozu, começando com a comédia universitária Wakōdo no yume (1928). Seu primeiro grande papel foi em Daigaku Yoitoko (1936), mas ele deixou sua marca como ator em Hitori musuko (1936), ambos de Ozu, onde interpretou um professor fracassado de meia-idade, apesar de ter 32 anos na época. Este foi seu papel de destaque, e, após isso, ele começou a ter papéis mais importantes em filmes de outros diretores. Ele desempenhou seu primeiro papel de protagonista em Aogeba tōtoshi (1937) de Torajirō Saitō. Seu primeiro papel principal em um filme de Ozu foi em Chichi ariki (1942). Nesse filme, ele desempenhou outro papel de "idoso": interpretou o pai do personagem de Shūji Sano, sendo que, na realidade, era sete anos mais velho que o colega. Ele era agora, sem dúvida, era o ator favorito de Ozu: Ryū apareceu em 52 dos 54 filmes que o diretor fez em vida. Ele teve um papel (nem sempre o principal) em todos os filmes do pós-guerra de Ozu, desde Nagaya shinshiroku (1947) a Sanma no Aji (1962). Ele desempenhou seu papel de "idoso" mais famoso em Tōkyō Monogatari (1953).
Ryū apareceu em mais de 100 filmes de outros diretores. Ele participou de Nijū-shi no hitomi (1954), de Keisuke Kinoshita, e interpretou o primeiro-ministro Kantarō Suzuki durante a guerra em Nippon no ichiban nagai hi (1967), de Kihachi Okamoto. De 1969 até sua morte em 1993, ele interpretou um sacerdote budista mesquinho, mas benevolente, em mais de quarenta filmes da série Otoko wa tsurai yo, imensamente popular no Japão, estrelada por Kiyoshi Atsumi como Tora-san, um adorável mascate e vigarista. O último filme de Ryū foi Otoko wa tsurai yo: Torajirō no seishun (1992).

## Filmografia selecionada
- Wakōdo no yume (Ozu, 1928)
- Nyōbō funshitsu (Ozu, 1928)

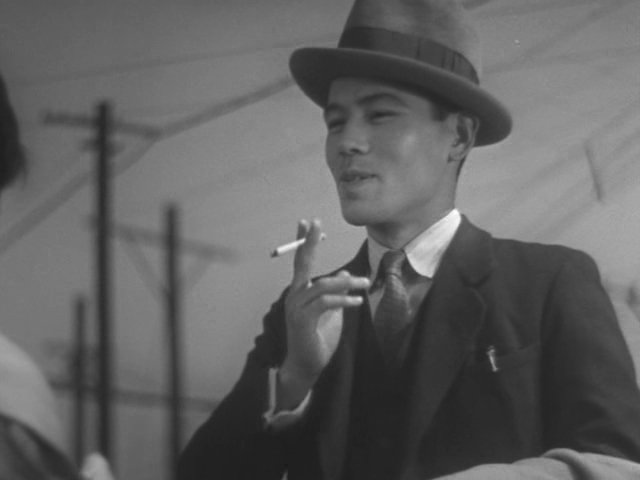
Chishū Ryū em Kagirinaki hodō (1934)

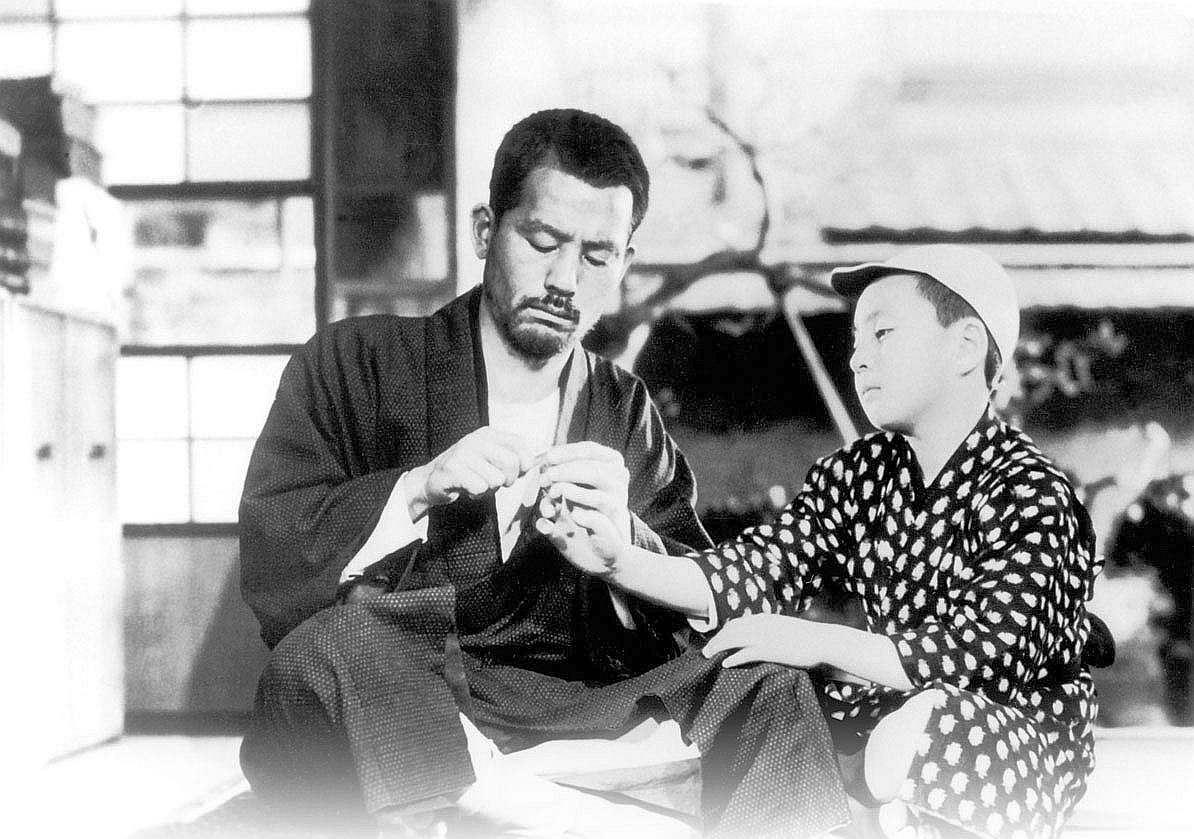
Chishū Ryū e Haruhiko Tsuda em Chichi ariki (1942)

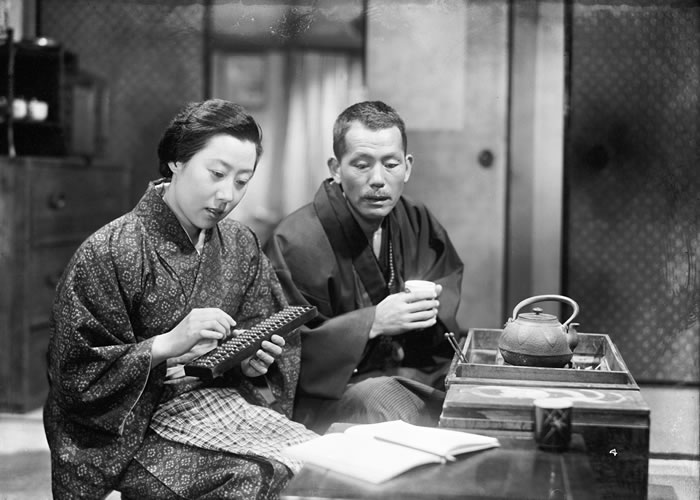
Chishū Ryū e Isuzu Yamada em Waga ya wa tanoshi (1951)

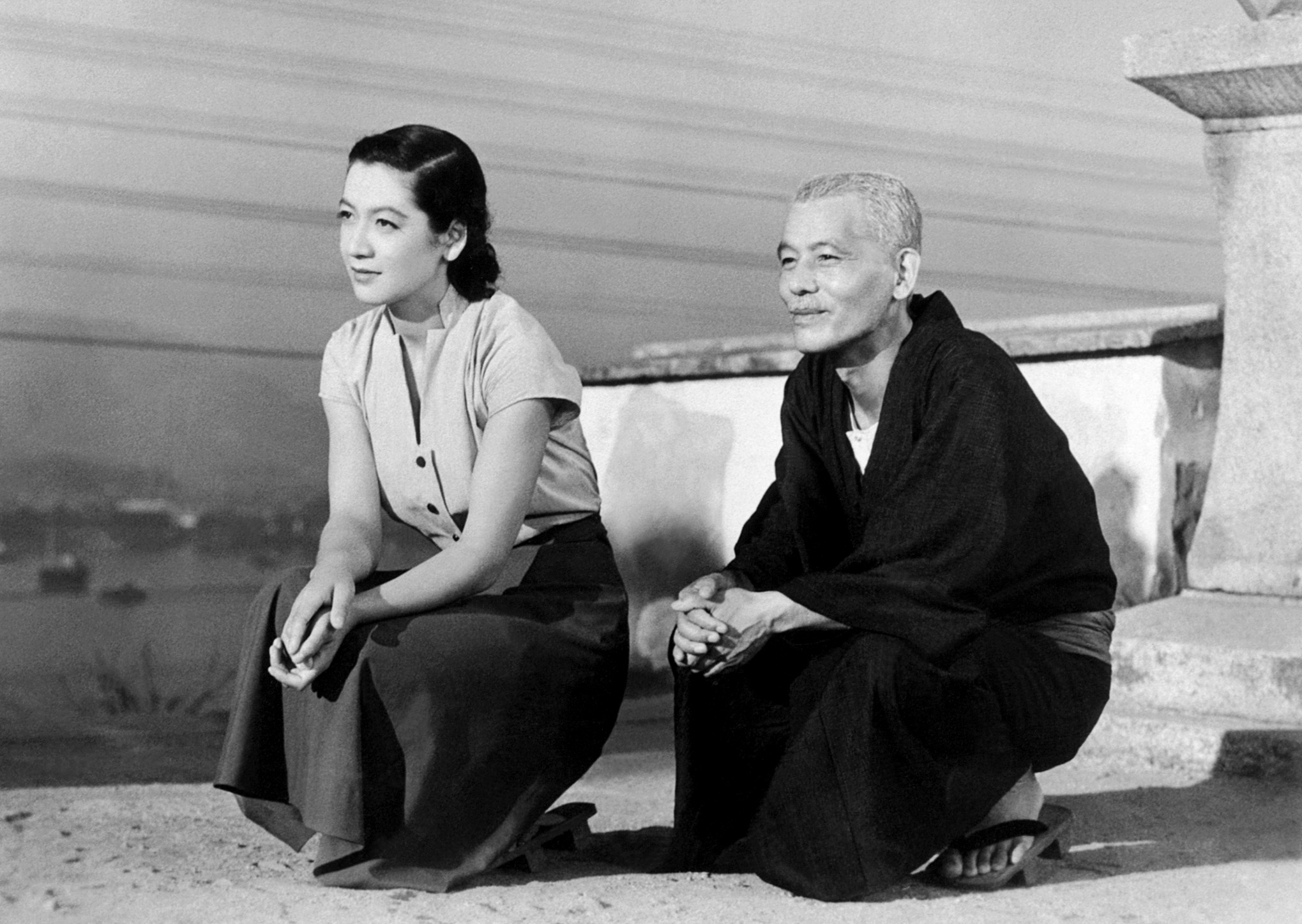
Setsuko Hara e Chishū Ryū em Tōkyō Monogatari (1953)

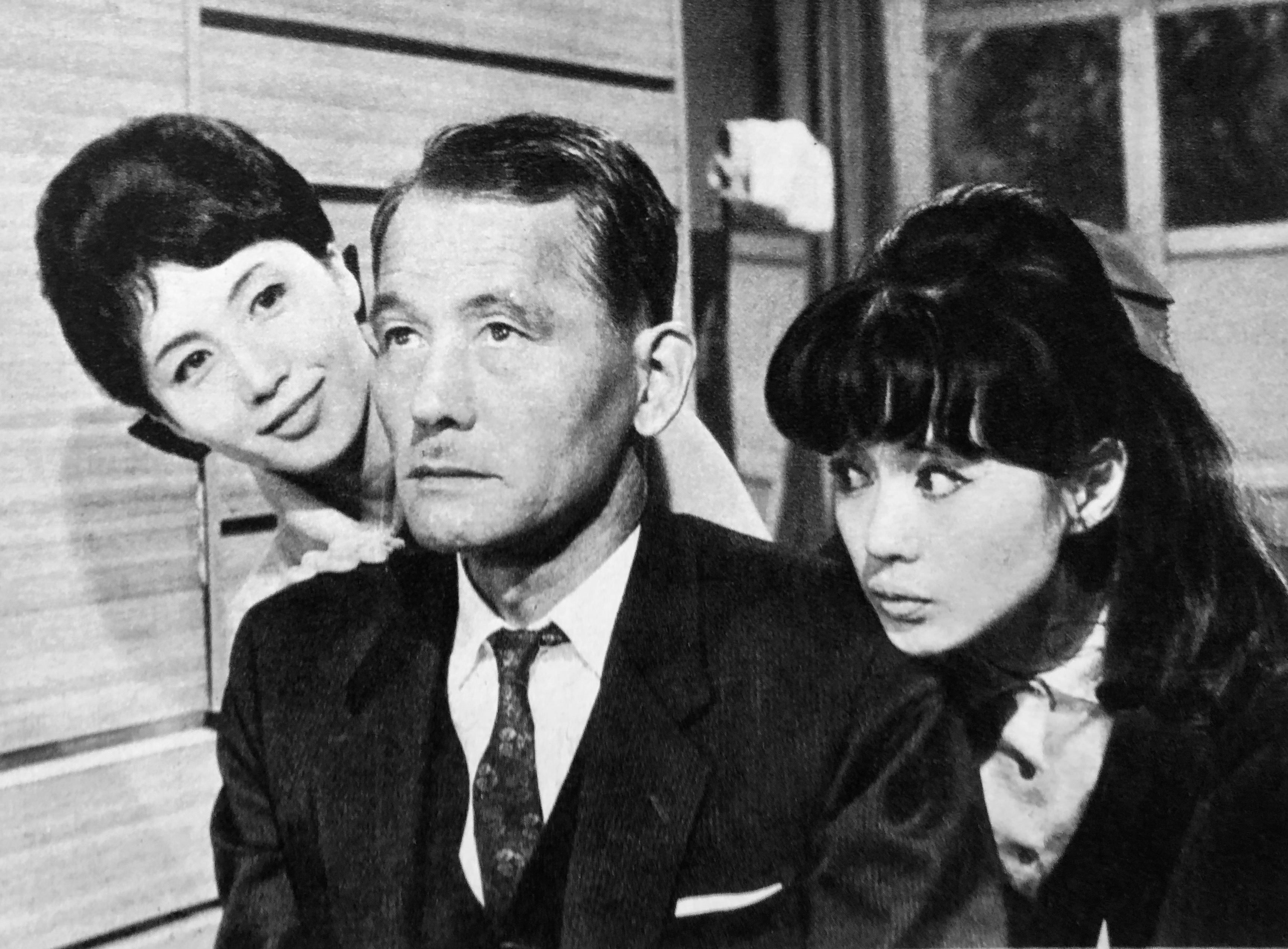
Os atores (da esquerda a direita) Shima Iwashita, Chishū Ryū e Mariko Kaga em Daikon to ninjin (1965)

- Gakusei romance: Wakaki hi (Ozu, 1929)
- Rakudai wa shitakeredo (Ozu, 1930)
- Sono Yo no Tsuma (Ozu, 1930)
- Umarete wa mita keredo (Ozu, 1932)
- Seishun no yume ima izuko (Ozu, 1932)
- Hijōsen no Onna (Ozu, 1933)
- Tōkyō no Onna (Ozu, 1933)
- Dekigokoro (Ozu, 1933)
- Ukikusa Monogatari (Ozu, 1934)
- Haha o kowazuya (Ozu, 1934)
- Tōkyō no yado (Ozu, 1935)
- Daigaku Yoitoko (Ozu, 1936)
- Hitori musuko (Ozu, 1936)
- Ani to sono imoto (1939)
- Kanzashi (Shimizu, 1941)
- Toda-ke no kyōdai (Ozu, 1941)
- Chichi ariki (Ozu, 1942)
- Rikugun (Keisuke Kinoshita, 1944)
- Nagaya shinshiroku (Ozu, 1947)
- Kaze no naka no mendori (Ozu, 1948)
- Banshun (Ozu, 1949)
- Munekata kyōdai (Ozu, 1950)
- Waga ya wa tanoshi (1951)
- Bakushū (Ozu, 1951)
- Carmen Kokyō ni Kaeru (1951)
- Ochazuke no Aji (Ozu, 1952)
- Tōkyō Monogatari (Ozu, 1953)
- Nijū-shi no hitomi (Keisuke Kinoshita, 1954)
- Nogiku no gotoki kimi nariki (Keisuke Kinoshita, 1955)
- Arashi (Hiroshi Inagaki, 1956)
- Sōshun (Ozu, 1956)
- Tōkyō boshoku (Ozu, 1957)
- Muhōmatsu no isshō (Hiroshi Inagaki, 1958)
- Higanbana (Ozu, 1958)
- Bom Dia (Ozu, 1959)
- Ukigusa (Ozu, 1959)
- Akibiyori  (Ozu, 1960)
- Warui yatsu hodo yoku nemuru (Akira Kurosawa, 1960)
- Ningen no jōken (Masaki Kobayashi, 1961)
- Sekai Daisensō (Shūe Matsubayashi, 1961)
- Kohayagawa-ke no aki (Ozu, 1961)
- Sanma no Aji (Ozu, 1962)
- Ogin-sama (Kinuyo Tanaka, 1962)
- Akahige (Akira Kurosawa, 1965) - Sr. Yasumoto
- Nippon no ichiban nagai hi (Kihachi Okamoto, 1967) - Primeiro-ministro Kantaro Suzuki
- Nikudan (Kihachi Okamoto, 1968)
- Otoko wa Tsurai yo (Yoji Yamada, 1969; e 42 outros filmes desta série, entre 1969-1991)
- Nihonkai Daikaisen (1969) como Maresuke Nogi
- Kazoku (Yoji Yamada, 1970)
- Suna no utsuwa (Yoshitarō Nomura, 1974)
- Osōshiki (Juzo Itami, 1984)
- Tokyo-Ga (Documentário de Wim Wenders sobre Ozu e Tóquio, 1985)
- Mishima: A Life in Four Chapters (Paul Schrader, 1985)
- Sorekara (1985)
- Kinema no Tenchi (1986)
- Marusa no onna 2 (Juzo Itami, 1988)
- Yume (Akira Kurosawa, 1990)
- Until the End of the World (Wim Wenders, 1991)
- Hikarigoke (Kei Kumai, 1992)[2]

## Prêmios
- 1948: Mainichi Film Concours - Melhor Ator (Te o Tsunagu Kora)[5]
- 1952: Mainichi Film Concours - Melhor Ator (Inochi Uruwashi e Umi no hanabi)[6]
- 1967: Medalha com Fita Roxa[3]
- 1971: Mainichi Film Concours - Melhor Ator Coadjuvante (Where Spring Comes Late)[7]
- 1975: Ordem do Sol Nascente, 4ª Turma, Raios Dourados com Roseta[3]
- 1987: Prêmio Kikuchi Kan[3]
- 1990: Mainichi Film Concours - Prêmio Especial[8]
- 1994: Prêmio da Academia do Japão - Prêmio Especial[9]